# 圖多爾弗拉迪米雷斯庫鄉 (加拉茨縣)
45°34′N 27°38′E / 45.567°N 27.633°E
圖多爾弗拉迪米雷斯庫鄉（羅馬尼亞語：Comuna Tudor Vladimirescu, Galați），是羅馬尼亞的鄉份，位於該國東部，由加拉茨縣負責管轄，處於布加勒斯特以北170公里，每年平均降雨量885毫米，海拔高度17米，2007年人口2,357。